# Hjärtan bakom mask
Hjärtan bakom mask (engelska: Behind the Make-Up) är en amerikansk långfilm från 1930 i regi av Robert Milton, med Hal Skelly, William Powell, Fay Wray och Kay Francis i rollerna. Manuset bygger på novellen The Feeder av Mildred Cram (publicerad i Red Book 1926).

## Handling
Hap Brown (Hal Skelly), en lycklig skådespelare i New Orleans som tar livet med en klackspark, förälskar sig i servitrisen Marie (Fay Wray). Han bildar också ett partnerskap med den misslyckade skådespelaren Gardoni (William Powell), men det tar snart slut när Gardoni envisas med att ta upp större delen av deras show. Hap tar ett jobb på samma kafé där Marie arbetar, men när han och Gardoni blir vänner igen så blir hon istället förälskad i hans partner. Gardoni gör snart succé på Broadway och börjar ha en affär med äventyrerskan Kitty Parker (Kay Francis). När Gardoni till slut dör tragiskt så blir Marie och Hap ett par; hon leder honom också in på hans nya karriär som en framgångsrik komiker.

## Rollista
| Hal Skelly       | – Hap Brown     |
| William Powell   | – Gardoni       |
| Fay Wray         | – Marie Gardoni |
| Kay Francis      | – Kitty Parker  |
| E.H. Calvert     | – Dawson        |
| Paul Lukas       | – Boris         |
| Agostino Borgato | – Kock          |
| Jacques Vanaire  | – Betjänt       |
| Jean De Briac    | – Skulptör      |
| Torben Meyer     | – Servitör      |
| Bob Perry        | – Bartender     |